# Budokan: The Martial Spirit
Budokan: The Martial Spirit is een computerspel dat werd ontwikkeld en uitgegeven door Electonic Arts. voor diverse platforms. Het spel werd uitgebracht in 1989.

## Platforms
| Jaar | Platform                                    |
| ---- | ------------------------------------------- |
| 1989 | Amiga, DOS                                  |
| 1990 | Sega Mega Drive                             |
| 1991 | Amstrad CPC, Commodore 64, MSX, ZX Spectrum |
| 2013 | BlackBerry                                  |

## Ontvangst
| Beoordeeld door                       | Platform        | Datum            | Score |
| ------------------------------------- | --------------- | ---------------- | ----- |
| ASM (Aktueller Software Markt)        | Amiga           | april 1990       | 92%   |
| ASM (Aktueller Software Markt)        | DOS             | januari 1990     | 92%   |
| 64'er                                 | Commodore 64    | juli 1992        | 90%   |
| ACE (Advanced Computer Entertainment) | Amiga           | juni 1990        | 82%   |
| Dragon                                | DOS             | september 1990   | 80%   |
| Power Play                            | DOS             | februari 1990    | 75%   |
| Amiga Joker                           | Amiga           | april 1990       | 74%   |
| Power Play                            | Commodore 64    | oktober 1992     | 73%   |
| Sega-16.com                           | Sega Mega Drive | 22 februari 2010 | 60%   |
| All Game Guide                        | Sega Mega Drive | 1999             | 50%   |